# Bernhard Bürgler
Bernhard Bürgler (ur. 1960 w Lienz) – austriacki ksiądz katolicki, jezuita, rekolekcjonista, teolog, ekspert w dziedzinie duchowości, medytacji i psychoanalizy. Od 2014 prowincjał austriackiej prowincji jezuitów. 31 lipca 2020 mianowany na urząd prowincjała prowincji środkowoeuropejskiej, który to urząd objął w momencie erygowania nowej prowincji 27 kwietnia 2021.

## Życiorys
Urodził się w Lienz we wschodnim Tyrolu. Po ukończeniu szkoły średniej studiował teologię w Innsbrucku. Po ukończeniu studiów pracował w jezuickim domu rekolekcyjnym Haus Gries. Po kilku latach pracy jako katecheta w Austrii, w 1991 wstąpił do Towarzystwa Jezusowego. Ukończywszy nowicjat, obronił doktorat z teologii i ukończył kurs psychoterapeutyczny. W zakonie pełnił funkcję przewodnika duchowego w międzynarodowym Collegium Canisianum w Innsbrucku, dyrektora domu rekolekcyjnego Haus Gries w Wilhelmstahl, koordynatora ds. duchowości i rekolekcji w Cardinal König Haus w Wiedniu, a w 2014 został prowincjałem austriackiej prowincji jezuitów. 31 lipca 2020 został desygnowany na prowincjała nowo powstającej prowincji środkowoeuropejskiej utworzonej z połączenia dotychczasowych prowincji: niemieckiej, austriackiej, szwajcarskiej i litewsko-łotewskiej, zaś swój urząd objął 27 kwietnia 2021.
Jego młodszym bratem jest Jakob Bürgler, wikariusz biskupi diecezji Innsbrucku.